# Musaranya de Sarawak
La musaranya de Sarawak (Suncus hosei) és una espècie de musaranya endèmica de Malàisia.
Es veu amenaçada per la pèrdua del seu hàbitat natural.
El seu nom específic, hosei, fou escollit en honor del funcionari, zoòleg i etnòleg britànic Charles Hose.